# Zalesie (stacja kolejowa)
Zalesie (biał. Залессе, ros. Залесье) – stacja kolejowa w miejscowości Zalesie, w rejonie smorgońskim, w obwodzie grodzieńskim, na Białorusi. Leży na linii Mińsk - Wilno.
Powstała w XIX w. na trasie Kolei Lipawsko-Romieńskiej pomiędzy stacją Smorgonie a stacją Mołodeczno.